# 孟家華

孟家華神父

孟家華神父，OBE，JP（1920年10月28日—1984年9月30日）耶穌會會士。

## 生平
生於愛爾蘭都柏林。1953年晉鐸。1976年起出任香港立法局非官守議員。1980至1982年間兼任行政局非官守議員。1977年獲頒授英女皇勳章。1978年獲頒授OBE勳章。